# Egzogamia
Egzogamia – zakaz zawierania małżeństw wewnątrz określonej grupy (poszerzonej rodziny, klanu egzogamicznego), utożsamiany przez jej członków z zakazem kazirodztwa, mimo że wyznacza szerszą grupę, niż jednostki blisko spokrewnione.
Najczęstszą zbiorowością egzogamiczną w społeczeństwach pierwotnych jest klan egzogamiczny, zazwyczaj posiadający własny totem. W społeczeństwach podzielonych na dwa klany lub inne jednostki egzogamiczne, określane są one mianem mojetów (połów).
Każdy rodzaj egzogamii określa jakąś formę endogamii. Claude Lévi-Strauss podaje przykład wioski Bororo, gdzie małżeństwa mogą być zawierane wyłącznie krzyżowo między połowami (między klanami zamieszkującymi wschód i zachód wioski, określanymi przez Lévi-Straussa jako połowy pseudoegzogamiczne), a jednocześnie tylko wewnątrz „klas” wyższych, średnich i niższych, na jakie dzielą się klany.
Strukturę egzogamiczną tłumaczy się brakiem równowagi w proporcjach płci, które często występują wśród rozproszonych terytorialnie grup liczących poniżej 400 osób, zwłaszcza wśród łowców i zbieraczy. Okresowo grupy takie zbierają się, co umożliwia zawieranie małżeństw pomiędzy członkami grup. Według Bronisława Malinowskiego egzogamia oraz zakaz cudzołóstwa żony są formami regulacji, pozwalającymi uniknięcia swobody seksualnej prowadzącej do promiskuityzmu, a sama egzogamia także eliminuje rywalizację wewnątrz „rodów”. Odrzucał on jednak założenie Jamesa Frazera o tym, że egzogamia była formą świadomego aktu pierwotnego prawodawstwa, ponieważ potrzeby kulturowe na poziomie układu społecznego nie mają przełożenia na poziom indywidualnych motywacji w społecznościach pierwotnych.